# 모나코의 코로나19 범유행
다음은 모나코의 코로나19 범유행 현황에 대한 설명이다.
모나코에서 발생한 COVID-19 대유행병은 SARS-CoV-2로 인해 세계적으로 진행 중인 COVID-19의 일부다. 이 바이러스는 2020년 2월 29일 모나코에 도착한 것으로 확인됐다.

## 배경
세계보건기구(WHO)는 12일 2019년 12월 31일 처음 WHO의 주목을 받았던 중화인민공화국 후베이성 우한시의 한 집단에서 신종 코로나바이러스가 호흡기 질환의 원인임을 확인했다. 이 군단은 처음에 우한화난수산물도매시장과 연결되어 있었다. 그러나 실험실 확정 결과가 나온 그 첫 사례들 중 일부는 시장과 연관성이 없었고, 전염병의 근원은 알려져 있지 않다.
2003년 사스와 달리 COVID-19의 경우 치명률은 훨씬 낮았지만, 총 사망자 수가 상당할 정도로 감염 경로는 훨씬 더 컸다. COVID-19는 전형적으로 약 7일 정도의 독감과 유사한 증상을 보이며, 그 후 일부 사람들은 병원에 입원해야 하는 바이러스성 폐렴의 증상으로 발전한다. 3월 19일부터 COVID-19는 더 이상 "높은 결과 감염병"으로 분류되지 않았다.

## 연혁
2월 29일, 모나코는 첫 번째 사례를 발표했는데, 프린세스 그레이스 병원 센터에 입원한 한 남자가 프랑스의 니스 대학 병원으로 이송되었다.
3월 14일, 정부는 탁아소, 체육관, 공원, 기념물, 학교의 폐쇄를 명령했다. 또한 세인트 패트릭의 콘서트는 중단되었다.
3월 16일, 모나코 정부의 수장인 세르지에 텔은 COVID-19 양성반응을 보인 최초의 정부 수장이 된다.
3월 17일, 재위 중 처음으로, 알베르 2세는 검역 조치의 강화에 관한 진지한 연설로 국민들에게 연설했다. 이틀 후 알베르는 코로나바이러스 양성반응을 보인 첫 국가원수가 되었다. 그는 이후 지난 3월 10일 런던에서 열린 행사에서 찰스 왕세자를 감염시켰다는 제안을 부인했다.
모나코 그랑프리는 주최측이 5월 24일로 예정된 경기 날짜를 다시 잡지 못해 3월 19일 취소돼 1954년 이후 처음으로 개최되지 않았다.
3월 25일, 정부는 코로나바이러스 감염자의 수가 31명에 달했다고 발표했다.

## 같이 보기
- 유럽의 코로나19 범유행
- 나라별 코로나19 범유행
- 프랑스의 코로나19 범유행
- 벨기에의 코로나19 범유행
- 스위스의 코로나19 범유행
- 이탈리아의 코로나19 범유행